# Национальное агентство по космическим исследованиям Беларуси
Национальное агентство по космическим исследованиям Беларуси — государственный орган исполнительной власти в сфере космической деятельности. Руководство деятельностью космического агентства осуществляет Национальная академия наук Беларуси. Тесно сотрудничая с Государственной корпорацией по космической деятельности "Роскосмос", ведомство предназначено для координации и исследования в области космоса и объединяет в себе Центр геоинформационных систем НАН Беларуси и Объединенный институт проблем информатики НАН Беларуси.
С 2009 год по 2015 год работал Национальный совет Республики Беларусь по космосу при Совете Министров Республики Беларусь.
Единственными белорусами, побывавшими в космосе, являются Петр Климук, Владимир Коваленок и Марина Василевская. С момента распада Советского Союза Климук и Коваленок работали в России